# Les Incorruptibles (série télévisée)
Pour les articles homonymes, voir Les Incorruptibles.
Les Incorruptibles (The Untouchables) sont une série télévisée policière américaine en un pilote de 90 minutes et 118 épisodes de 50 minutes, en noir et blanc, créée par Quinn Martin et diffusée entre le 20 avril 1959 et le 21 mai 1963 sur le réseau ABC. Elle y a rencontré un très grand succès : à son apogée, elle était suivie par un ménage américain sur trois.
En France, la série a été diffusée à partir du 5 janvier 1964 sur RTF Télévision puis sur la première chaîne de l'ORTF, et au Québec à partir du 8 septembre 1965 à la Télévision de Radio-Canada.

## Synopsis
Située à Chicago au temps de la prohibition, la série suivait les exploits de l'agent spécial du Trésor Eliot Ness et de son petit groupe d'agents dans leur lutte inlassable contre les membres de la pègre.
Les Incorruptibles est sans aucun doute l'émission de télévision la plus violente des années 1960. Il faut dire que le sujet s'y prêtait bien.

## Distribution

### Acteurs principaux
- Robert Stack (VF : Jacques Deschamps)[3] : Eliot Ness
- Walter Winchell (VF : Jacques Thébault) : le narrateur
- Nicholas Georgiade (VF : Georges Atlas) : Enrico Rossi (113 épisodes)
- Paul Picerni (VF : Pierre Fromont) : Lee Hobson (91 épisodes)
- Abel Fernandez : William Youngfellow (83 épisodes)
- Steve London : Jack Rossman (63 épisodes)
- Bruce Gordon : Frank Nitti (VF : Marcel Bozzuffi)[4] (30 épisodes)
- Frank Wilcox : Beecher Asbury (20 épisodes)
- Jerry Paris : Martin Flaherty (saison 1, épisodes 1 à 16)
- Anthony George : Cam Allison (saison 1, épisodes 16 à 28)
- Robert Bice : Capitaine de police Jim Johnson (17 épisodes, saisons 2 à 4)

### Invités notables
Note : en italique, le titre des épisodes.
- Claude Akins : (3 épisodes)
- Edward Andrews : Portrait d'un voleur
- Michael Ansara : Nicky ; Gingembre de la Jamaïque
- Edward Asner : (4 épisodes)
- Jim Backus : Témoin clé
- Raymond Bailey : (4 épisodes)
- Richard Bakalyan : (6 épisodes)
- Peter Baldwin : Ma Barker et ses fils
- William Bendix : Le Gang des trois États
- John Beradino : Le Meurtre de Jake Lingle ; Gangsters d'acier
- Oscar Beregi Jr. : (8 épisodes)
- Neville Brand : (4 épisodes) Al Capone
- Chet Brandenburg : (5 épisodes)
- David Brian : Guerre des gangs à Saint-Louis
- Joseph Buloff : L’Amuseur
- Anthony Caruso : L'Antre du crime
- John Davis Chandler : (4 épisodes)
- Eduardo Ciannelli : Le Signe de Caïn
- Fred Clark : La Petite Égypte
- James Coburn : Gingembre de la Jamaïque
- Michael Constantine : (5 épisodes)
- Richard Conte : Le Grand Réseau
- Norma Crane : Pigeon d'argile ; La Loi de la mafia
- Joseph Crehan : (10 épisodes)
- Christopher Dark : L'Histoire de Dooren Maney
- Cyril Delevanti : (5 épisodes)
- George DeNormand : Assistant du District Attorney (12 épisodes)
- Frank De Kova : L'Histoire de Waxey Gordon
- Joe De Santis : Nicky ; Réseau clandestin (5 épisodes)
- Joe Di Reda : Ma Barker et ses fils
- Lawrence Dobkin : Un gangster dans la course ; Le Scandaleux Verdict (3 épisodes)
- Vince Edwards : Pas de cadavre au Mexique
- Robert Ellenstein : Le Roi de l'artichaut
- Robert Emhardt : L'Histoire de Larry Fay
- Bill Erwin : (5 épisodes)
- Peter Falk : Banque privée - Le dépanneur
- Bernard Fein : (5 épisodes)
- Betty Field : La Dame aux oiseaux
- Jay C. Flippen : Jamais gagnant
- Anne Francis : L'Histoire de Dooren Maney
- Ben Frommer : (5 épisodes)
- Betty Garde : Le Fauteuil vide ; Coup pour coup
- Larry Gates : L'Histoire de Larry Fay ; Gangsters d'acier
- Anthony George : Guerre des gangs à Saint-Louis ; La Petite Égypte
- Robert Gist : Tueur sans gages
- Ned Glass : (4 épisodes)
- Leo Gordon : Guerre des gangs à Saint-Louis
- Harry Guardino : Gangsters d'acier
- Clu Gulager : Un gangster dans la course
- Alan Hale Jr. : Le Gang des trois États
- Florence Halop : Le Gang des trois États
- Murray Hamilton : Fille de gangster (4 épisodes)
- John Harmon : (5 épisodes)
- Robert H. Harris : Fille maudite
- Darryl Hickman : Jamais gagnant
- Chuck Hicks : L'Histoire de Bugs Moran (6 épisodes)
- Steven Hill : Pigeon d'argile
- Connie Hines : L'Histoire de Dooren Maney
- John Hoyt : Le Coup de filet
- Robert Ivers : Ma Barker et ses fils
- Richard Jaeckel : L'Histoire d'Otto Frick
- Conrad Janis : Le Signe de Caïn
- Brian Keith : Gingembre de la Jamaïque
- Mike Kellin : La Loi de la Mafia ; La Dame aux oiseaux
- Werner Klemperer : Le Gang pourpre
- Gail Kobe : L'Antre du crime
- Will Kuluva : (5 épisodes)
- Ethan Laidlaw : (5 épisodes)
- Martin Landau : Pas de cadavre au Mexique - L'avocat
- Marc Lawrence : (3 épisodes) Témoin clé
- Francis Lederer : L'Histoire d'Otto Frick
- Sam Levene : L'Histoire de Larry Fay
- Robert Loggia : "La Relève"
- Jack Lord : Le Meurtre de Jake Lingle
- Gene Lyons : Neutralité dangereuse
- Gavin MacLeod : (5 épisodes)
- Joe Mantell : (3 épisodes) Tueur sans gages
- Theodore Marcuse : (5 épisodes)
- Lee Marvin : Monsieur Nick Acropolis ; Drogué du risque ; Cinq contre un
- Charles McGraw : Le Meurtre de Jake Lingle ; Portrait d'un voleur
- John McLiam : (4 épisodes)
- Robert Middleton Le Chef-d'œuvre ; Tueur sans gages
- Carl Milletaire : (4 épisodes)
- Cameron Mitchell : L’Amuseur
- Thomas Mitchell : Banque privée
- John Mitchum : (2 épisodes)
- Mort Mills : Le Scandaleux Verdict, La Relève
- Elizabeth Montgomery : Coup pour coup
- J. Carrol Naish : La Loi de la Mafia
- Barbara Nichols : Le fauteuil vide
- Leslie Nielsen : Trois milliers de suspects
- Leonard Nimoy : "La Relève"
- Lloyd Nolan : L'Histoire de Bugs Moran
- Dan O'Herlihy : Le Coup de filet
- Simon Oakland : (3 épisodes)
- Susan Oliver : Le Grand Réseau
- Jerry Paris : Le Meurtre de Jake Lingle
- Vic Perrin : (4 épisodes)
- Nehemiah Persoff : L'Histoire de Waxey Gordon
- Phillip Pine : Nicky ; Le Meurtre de Jake Lingle
- Robert Redford : Boule de neige
- Richard Reeves : (6 épisodes)
- Madlyn Rhue : Fille de gangster
- Grant Richards : (8 épisodes)
- Cliff Robertson : Réseau clandestin
- Joseph Ruskin : (5 épisodes)
- Bing Russell : (4 épisodes)
- Alfred Ryder : Gingembre de la Jamaïque
- Telly Savalas : L'Antidote ; Un si beau plan ; Le Spéculateur
- Milton Selzer : Le Grand Réseau
- Dan Seymour : (4 épisodes)
- Mickey Shaughnessy : Fille maudite
- Robert F. Simon : L'Antre du crime
- Henry Silva : Le Signe de Caïn ; La Loi de la Mafia
- Frank Silvera : Neutralité dangereuse
- Barbara Stanwyck : Élegie ; Fleurs pour un inconnu
- Jan Sterling : Fille maudite
- Harold J. Stone : Coup pour coup ; Fille de gangster
- Frank Sutton : (4 épisodes)
- Nita Talbot : La Dame aux oiseaux
- Vaughn Taylor : Ma Barker et ses fils
- Roy Thinnes : Œil pour œil
- Claire Trevor : Ma Barker et ses fils
- Joe Turkel : (5 épisodes)
- Lee Van Cleef : (2 épisodes)
- Herb Vigran : Le Meurtre de Jake Lingle
- Virginia Vincent : Réseau clandestin, Banque privée
- George Voskovec : Le Chef-d'œuvre
- Jack Warden : L'Histoire d'Otto Frick, L'Histoire de Bugs Moran
- James Westerfield : Train spécial
- Jack Weston : Le Roi de l'artichaut
- David White : Coup pour coup
- Jason Wingreen : (8 épisodes)
- Joseph Wiseman Fille de gangster
- Dick York : La Dame aux oiseaux

## Épisodes

### Pilote (1959)
Le pilote en deux parties a été diffusé les 20 et 27 avril 1959 dans l'émission Westinghouse Desilu Playhouse (en).
1. Les incorruptibles défient Al Capone - 1re partie (The Untouchables, Part 1 ou The Scarface Mob, Part 1)
2. Les incorruptibles défient Al Capone - 2e partie (The Untouchables, Part 2 ou The Scarface Mob, Part 2)

### Première saison (1959-1960)
1. Le Fauteuil vide (The Empty Chair)
2. Ma Barker et ses fils (Ma Barker and Her Boys)
3. Le Meurtre de Jake Lingle (The Jake Lingle Story)
4. L'Histoire de Bugs Moran (The George « Bugs » Moran Story)
5. L'Amuseur (Ain't We Got Fun?)
6. Un gangster dans la course (The Vincent « Mad Dog » Coll Story)
7. Pas de cadavre au Mexique (Mexican Stake-out)
8. Le Roi de l'artichaut (The Artichoke King)
9. Le Gang des trois États (Tri-State Gang)
10. Le Scandaleux Verdict (The Dutch Schultz Story)
11. Jamais gagnant (You Can't Pick the Number)
12. Réseau clandestin (Underground Railway)
13. L'Antre du crime (Syndicate Sanctuary)
14. La Loi de la mafia (The Noise of Death)
15. Témoin-clé (Star Witness)
16. Guerre des gangs à Saint-Louis (The St-Louis Story)
17. Gangsters d'acier (One-Armed Bandit)
18. La Petite Égypte (Little Egypt)
19. Le Coup de filet (The Big Squeeze)
20. Tueur sans gages, 1re partie (The Unhired Assassin, Part 1)[5]
21. Tueur sans gages, 2e partie (The Unhired Assassin, Part 2)
22. La Dame aux oiseaux (The White Slavers)
23. Trois milliers de suspects (Three Thousand Suspects)
24. L'Histoire de Doreen Maney (The Doreen Maney Story)
25. Portrait d'un voleur (Portrait of a Thief)
26. Banque privée (Underwold Bank)
27. Mon froussard favori (Head of Fire, Feet of Clay)
28. L'Histoire de Frank Nitti (The Frank Nitti Story)

### Deuxième saison (1960-1961)
1. Coup pour coup (The Rusty Heller Story)
2. Le Pigeon d'argile (Clay Pigeon : The Jack « Legs » Diamond Story)
3. Nicky (Nicky)
4. L'Histoire de Waxey Gordon (The Waxey Gordon Story)
5. Le Signe de Caïn (The Mark of Cain)
6. Neutralité dangereuse (A Seat on the Fence)
7. Le Gang pourpre (The Purple Gang)
8. Fille maudite (Kiss of Death Girl)
9. L'Histoire de Larry Fay (The Larry Fay Story)
10. L'Histoire d'Otto Frick (The Otto Frick Story)
11. Fille de gangster (The Tommy Karpeles Story)
12. Train spécial, 1re partie (The Big Train, Part 1)
13. Train spécial, 2e partie (The Big Train, Part 2)
14. Le Chef-d'œuvre (The Masterpiece)
15. Le Grand Réseau (The Organization)
16. Le Gingembre de la Jamaïque (The Jamaica Ginger Story)
17. Un honnête homme (Augie « The Banker » Ciamino)
18. Tribunal secret (The Underground Court)
19. L'Histoire de Nick Moses (The Nick Moses Story)
20. L'Antidote (The Antidote)
21. L'Histoire de Lily Dallas (The Lily Dallas Story)
22. Meurtre sous verre (Murder Under Glass)
23. Second témoignage (Testimony of Evil)
24. Terreur sur le ring (Ring of Terror)
25. Mister Moon (Mr Moon)
26. Mort à vendre (Death for Sale)
27. Meurtre par procuration (Stranglehold)
28. L'Histoire de Nero Rankin, le gangster le plus vieux (The Nero Rankin Story)
29. La Septième Voix (The Seventh Vote)
30. Le Roi du champagne (The King of Champagne)
31. Monsieur Nick Acropolis (The Nick Acropolis Story)
32. Cognac trois étoiles (The 90-Proof Dame)

### Troisième saison (1961-1962)
1. Le Dépanneur (The Troubleshooter)
2. Cartel du crime (Power Play)
3. Le Tunnel des horreurs (Tunnel of Horrors)
4. Les Frères Genna (The Genna Brothers)
5. Un si beau plan (The Matt Bass Scheme)
6. L'Avocat (Loophole)
7. Jeu de patience (Jigsaw)
8. Un extraordinaire homme d'affaires (Man Killer)
9. La Ville sans nom (City Without a Name)
10. Forte tête (Hammerlock)
11. Le Généreux Bienfaiteur (The Canada Run)
12. Le Bouc émissaire (Fall Guy)
13. La Guerre des trafiquants (The Gang War)
14. L'Associé (The Silent Partner)
15. L'Histoire de Whitey Steele (The Whitey Steele Story)
16. L'Arbre de la mort (The Death Tree)
17. La Relève (Takeover)
18. Les Frères Stryker (The Stryker Brothers)
19. Drogué du risque (Element of Danger)
20. L'Histoire de Maggie Storm (The Maggie Storm Story)
21. La Loi du plus fort (Man in the Middle)
22. La Déchéance (Downfall)
23. Le Procès d'Eliot Ness (The Case Against Eliot Ness)
24. L'Histoire de Ginnie Littlesmith (The Ginnie Littlesmith Story)
25. Le Contrat (The Contract)
26. Entre l'amour et la haine (Pressure)
27. Arsenal (Arsenal)
28. Le Débarcadère de la mort (The Monkey Wrench)

### Quatrième saison (1962-1963)
1. On a tué le Père-Noël (The Night They Shot Santa Claus)
2. Cette bière qui vient du ciel (Cooker in the Sky)
3. Jeu d'échecs (The Chess Game)
4. L'Économiste (The Economist)
5. Chantages (The Pea)
6. Oiseaux maléfiques (Bird in the Hand)
7. L'Histoire d'Eddie O'Gara (The Eddie O'Gara Story)
8. Élegie (Elegy)
9. L'École de la mort (Come and Kill Me)
10. Cinq contre un (A Fist of Five)
11. Les Marchands de ferraille (The Floyd Gibbons Story)
12. Les Loups entre eux (Double Cross)
13. Fleurs pour un inconnu (Search for a Dead Man)
14. Le Spéculateur (The Speculator)
15. Boule de neige (Snowball)
16. Le Remède qui tue (Jake Dance)
17. Jazz et Mitraillettes (Blues for a Gone Goose)
18. Le Globe de la mort (Globe of Death)
19. Œil pour œil (An Eye for an Eye)
20. Le Brocanteur (Junk Man)
21. L'Homme à la chambre froide (Man in the Cooler)
22. Le Garçon boucher (The Butcher's Boy)
23. Le Trouble-fête (The Spoiler)
24. Un dernier meurtre (One Last Killing)
25. Le Tueur (The Giant Killer)
26. Le Fils de Frank Argos (The Charlie Argos Story)
27. Le Contrebassiste (The Jazz Man)
28. L'Homme de main (The Torpedo)
29. Ligne de tir (Line of Fire)
30. L'Homme aux grenades (A Taste of Pineapple)

## Distinctions
- Emmy Awards 1960 : Meilleur acteur pour Robert Stack

## Adaptations
En 1961-1962, Dan Spiegle adapte Les Incorruptibles en bande dessinée pour Dell Comics, qui en tire deux comic books bimestriels dans la série Four Color et deux numéros de l'éphémère publication The Untouchables.

### Publications

#### Four Color
#1237 –octobre 1961

1.	The Conspirators – 16 planches

2.	Escape to Nowhere – 16 planches

#1286 –février 1962

3.	The Man Who Played Dead – 16 planches

4.	The Hunter and the Hunted – 15 planches

#### The Untouchables
Mai 1962

5.	The Escape of "Avenger" Jory – 16 planches

6.	The Seventh Man – 16 planches

Août 1962

7.	The Big Mistake – 16 planches

8.	The Man of Many Faces– 16 planches